# ایرکووی (داکوتای جنوبی)
ایرکووی(به انگلیسی: Iroquois) شهری در ایالت داکوتای جنوبی کشور ایالات متحده آمریکا است که جمعیت آن در سرشماری سال ۲۰۱۰ میلادی، ۲۶۶ نفر بوده‌است.